# Mont-Tremblant
Ne doit pas être confondu avec le Mont Tremblant et Tremblant (centre de villégiature).
Mont-Tremblant est une ville située dans la municipalité régionale de comté des Laurentides, dans la région administrative des Laurentides, au Québec (Canada). Elle tient son nom du mont Tremblant et est connue comme destination touristique de calibre international, notamment en raison de la présence sur son territoire de la station de ski Tremblant et du parc national du Mont-Tremblant.

## Histoire

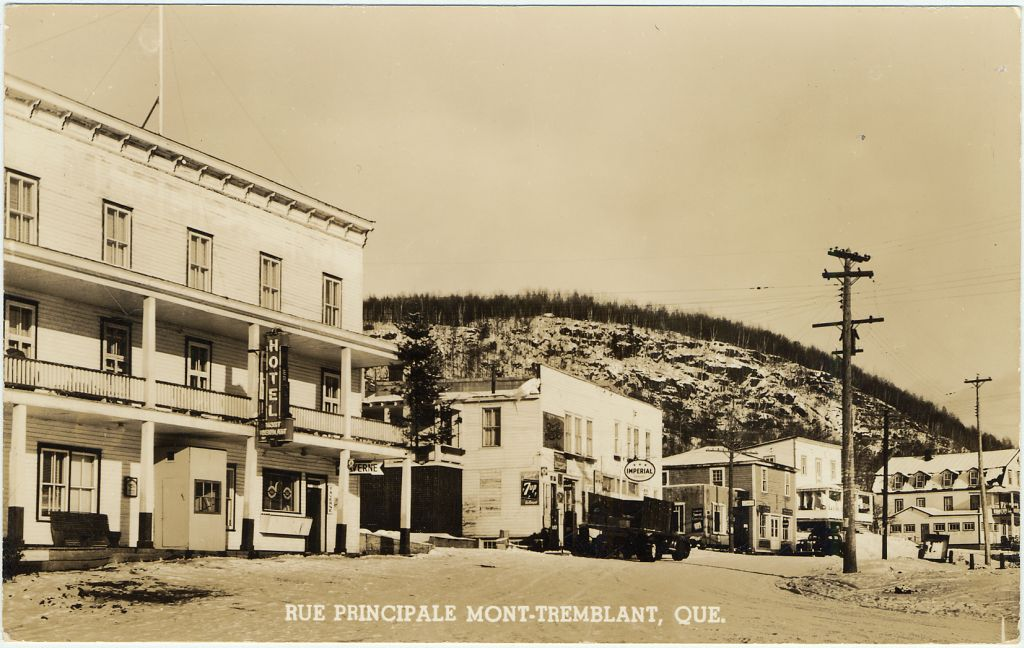
Rue Principale du Mont-Tremblant, carte postale, au plus tard dans les années 1950

Au XVIIe siècle, les Algonquins identifient l'élévation Manitou Ewitchi Saga, la montagne du redoutable manitou ou encore Manitonga Soutana, montagne des esprits ou du diable.
La région fut colonisée au XIXe siècle par le curé Antoine Labelle. Voulant éviter l'expansion protestante, il peuple donc de Canadiens français toutes les régions du nord et désigne l'emplacement des futurs villages en fonction de la fertilité des terrains, des sources d'eau et du tracé de la ligne de chemin de fer qu'il projette de faire bâtir.
En 1892, les habitants des municipalités qui constitueront plus tard la grande ville de Mont-Tremblant sont brisés de leur isolement par le chemin de fer du P'tit Train du Nord. Cette ligne de chemin de fer provoque un boom touristique incité en 1938 par Joseph Bondurant Ryan, un jeune et riche Américain de Philadelphie, venu au nord pour faire la prospection d'or, épris de la beauté de la majestueuse montagne « des esprits ». Il aurait fait son ascension de la montagne, et rendu au sommet de cette montagne de 968 mètres, en voyant la vue imprenable sur le paysage enseveli sous le manteau blanc de l'hiver, Ryan aurait voulu transformer le domaine sauvage au pied de la montagne en village alpin de classe internationale. Un an plus tard, en février 1939, il ouvre les portes de son village alpin, le Mont-Tremblant Lodge, dont l'architecture est inspirée du Vieux-Québec.
Étapes autrefois importantes du chemin de fer du P'tit Train du Nord, les municipalités constituantes sont tombées dans un profond marasme économique dans les années 1980 à cause de la baisse du tourisme et de la fermeture de la ligne de chemin de fer. La relance du Centre de villégiature Tremblant au début des années 1990 par Intrawest a permis une croissance économique et démographique qui a transformé la destination en centre récréotouristique quatre saisons de calibre international.
Depuis l'installation de la première chaise en 1939, Station Mont Tremblant a su développer son potentiel pour devenir le domaine skiable le plus important et le plus varié dans l'est de l'Amérique du Nord.

## De nos jours
Mont-Tremblant s'affirme maintenant comme une ville touristique avec plusieurs centres de ski importants, dont la station Tremblant, et de nombreux terrains de golf. Plusieurs projets sont en voie de réalisation sur la montagne, dont la construction d'un nouveau village touristique sur le versant Soleil. La majorité des touristes viennent d'Ontario et de Nouvelle-Angleterre, mais la ville attire de plus en plus d'Européens et d'Asiatiques.
La ville fut constituée le 22 novembre 2000 au terme d'un projet contesté de fusion entre les municipalités de Saint-Jovite, Saint-Jovite-Paroisse, Mont-Tremblant-Village et Lac-Tremblant-Nord.
En 2004, dans le cadre du processus de défusions municipales initié par Jean Charest, l'ancienne municipalité de Lac-Tremblant-Nord a exprimé par référendum son désir de ne plus faire partie de Mont-Tremblant. Les autres municipalités constituantes ont rejeté l'idée.
La ville a prévu à son budget de l'année foncière de 2008 la reconstruction de l'hôtel de ville au coût de 7,8 M$. Au moment de sa démolition, l'ancien bâtiment, datant des années 1970, était dans un état lamentable.
Par ailleurs, Loto-Québec a confirmé le 13 avril 2008 l'implantation de son quatrième casino qui a ouvert ses portes le 24 juin 2009 sur le site du Versant Soleil au coût de 61 M$. Loto-Québec avait auparavant annoncé l'établissement d'un Ludoplex avant de modifier le projet pour y établir un casino.
Malgré cette croissance économique fulgurante, les citoyens et l'administration de la ville désirent vivre en harmonie avec la nature et que le territoire demeure dans son état sauvage.

## Géographie
La ville est dominée par le mont Tremblant d'une altitude de 968 m qui est l'un des plus hauts sommets du sud du Québec. 

### Hydrographie
La rivière Rouge, qui coule vers le sud, traverse la pointe sud-ouest de la municipalité. La rivière du Diable traverse la municipalité du nord-est vers le sud-ouest. La rivière Cachée traverse le lac Tremblant et coule vers le sud jusqu'à sa confluence avec la rivière du Diable à l'est du hameau Le Village. La rivière Le Boulé conflue avec la rivière du Diable à l'ouest de la municipalité.

## Démographie
| 1991 | 1996 | 2001  | 2006  | 2011  | 2016  | 2021   |
| ---- | ---- | ----- | ----- | ----- | ----- | ------ |
| 707  | 977  | 8 317 | 8 892 | 9 494 | 9 646 | 10 992 |

Population totale en 1996 :
- Mont-Tremblant : 977
- Lac-Tremblant-Nord : 4
- Saint-Jovite (ville) : 4 609
- Saint-Jovite (paroisse) : 1 708

Population en 1991 :
- Mont-Tremblant : 707
- Lac-Tremblant-Nord : 0
- Saint-Jovite (ville) : 4 118
- Saint-Jovite (paroisse) : 1 275

Total des logements privés, à l'exclusion chalets saisonniers : 3 873 (total : 6 628).

### Sexes et groupes d'âge

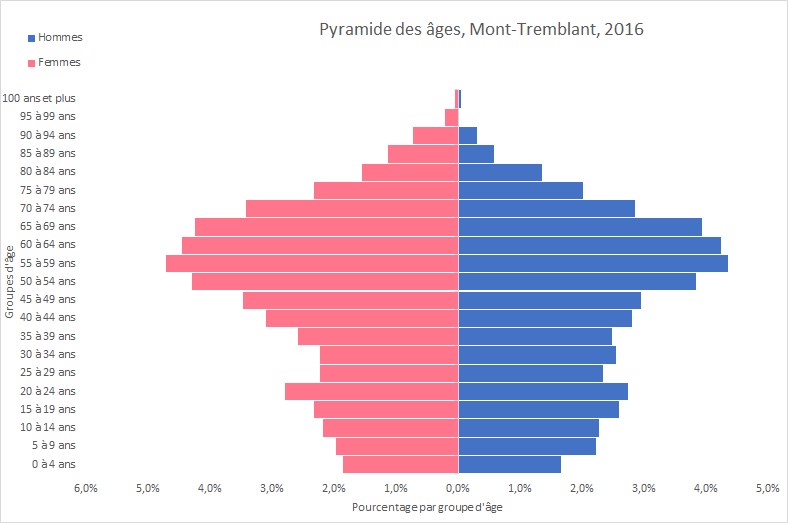
Pyramide des âges, 2016 (Source : Statistique Canada, recensement de 2016)

- L'âge moyen à Mont-Tremblant est de 46,8, soit environ 5 ans plus vieux que la moyenne du Québec;

### Langues
| Langue maternelle                         | Mont-Tremblant | Québec | Canada |
| ----------------------------------------- | -------------- | ------ | ------ |
| français comme première langue            | 89,9 %         | 79,0 % | 20,6 % |
| anglais comme première langue             | 7,4 %          | 9,7 %  | 56,0 % |
| autre comme première langue               | 1,6 %          | 10,4 % | 22,9 % |
| français et anglais comme première langue | 1,1 %          | 0,9 %  | 0,5 %  |

| Langue maternelle      | Mont-Tremblant | Québec | Canada |
| ---------------------- | -------------- | ------ | ------ |
| français seulement     | 47,1 %         | 50,0 % | 11,9 % |
| anglais seulement      | 1,7 %          | 4,6 %  | 68,3 % |
| anglais et français    | 51,1 %         | 44,5 % | 17,9 % |
| ni anglais ni français | 0,1 %          | 0,9 %  | 1,7 %  |

### Revenu
- Le revenu médian en 2015 s'établissait à 51 755 $, contre la moyenne provinciale de 59 822 $

## Administration
Les élections municipales se font en bloc et suivant un découpage de huit districts.
| Mont-Tremblant Maires depuis 2005                                                                                    |               |                                                                                 |          |
| Élection | Maire         | Qualité                                                                         | Résultat |
| 2005 | Pierre Pilon  |                                                                                 | Voir     |
| 2009 | Pierre Pilon  | Voir                                                                            |          |
| n/d | Luc Brisebois | Conseiller de Saint-Jovite (1995-2001) Conseiller de Mont-Tremblant (2001-2013) | Voir     |
| 2013 | Luc Brisebois | Conseiller de Saint-Jovite (1995-2001) Conseiller de Mont-Tremblant (2001-2013) | Voir     |
| 2017 | Luc Brisebois | Conseiller de Saint-Jovite (1995-2001) Conseiller de Mont-Tremblant (2001-2013) | Voir     |
| 2021 | Luc Brisebois | Conseiller de Saint-Jovite (1995-2001) Conseiller de Mont-Tremblant (2001-2013) | Voir     |
| Élection partielle en italique Depuis 2005, les élections sont simultanées dans toutes les municipalités québécoises |               |                                                                                 |          |

## Jumelage
- Châtel (France)

## Éducation
Le Centre de services scolaire des Laurentides géré les établissements scolaires francophones de la ville. Ces écoles :
- École primaire : Fleur-Soleil, L’Odyssée, La Ribambelle, Tournesol, Trois Saisons.
- École secondaire : École Polyvalente Curé-Mercure

La Commission scolaire Sir-Wilfrid-Laurier géré établissements scolaires anglophones de la région. Ces écoles :
- Académie Sainte-Agathe (toutes les parties de la ville) à Sainte-Agathe-des-Monts[8]
- École primaire Arundel (toutes les parties de la ville) à Arundel[9]
- En 2016, 1710 habitants ne possédaient aucun certificat, diplôme, ou grade[10].

## Sport
- Mont-Tremblant est sorti de l'anonymat international en recevant deux Grand Prix du Canada de Formule 1 en 1968 et 1970 sur son circuit du même nom : circuit Mont-Tremblant[11]
- Mont-Tremblant a été l'hôte d'une course du championnat Champ Car la fin de semaine du 1er juillet 2007 sur le circuit Mont-Tremblant.
- Mont-Tremblant a été le site d'une épreuve de qualification pour le triathlon Ironman pour les cinq années de 2012 à 2017.
- Le skieur Erik Guay, originaire de Mont-Tremblant, a remporté la Coupe du monde de Super G en 2010, et le championnat du monde de descente en 2011.

## Lieux de culte
- Paroisse Saint-Jovite
- Centre évangélique des Hautes-Laurentides

## Galerie d'images

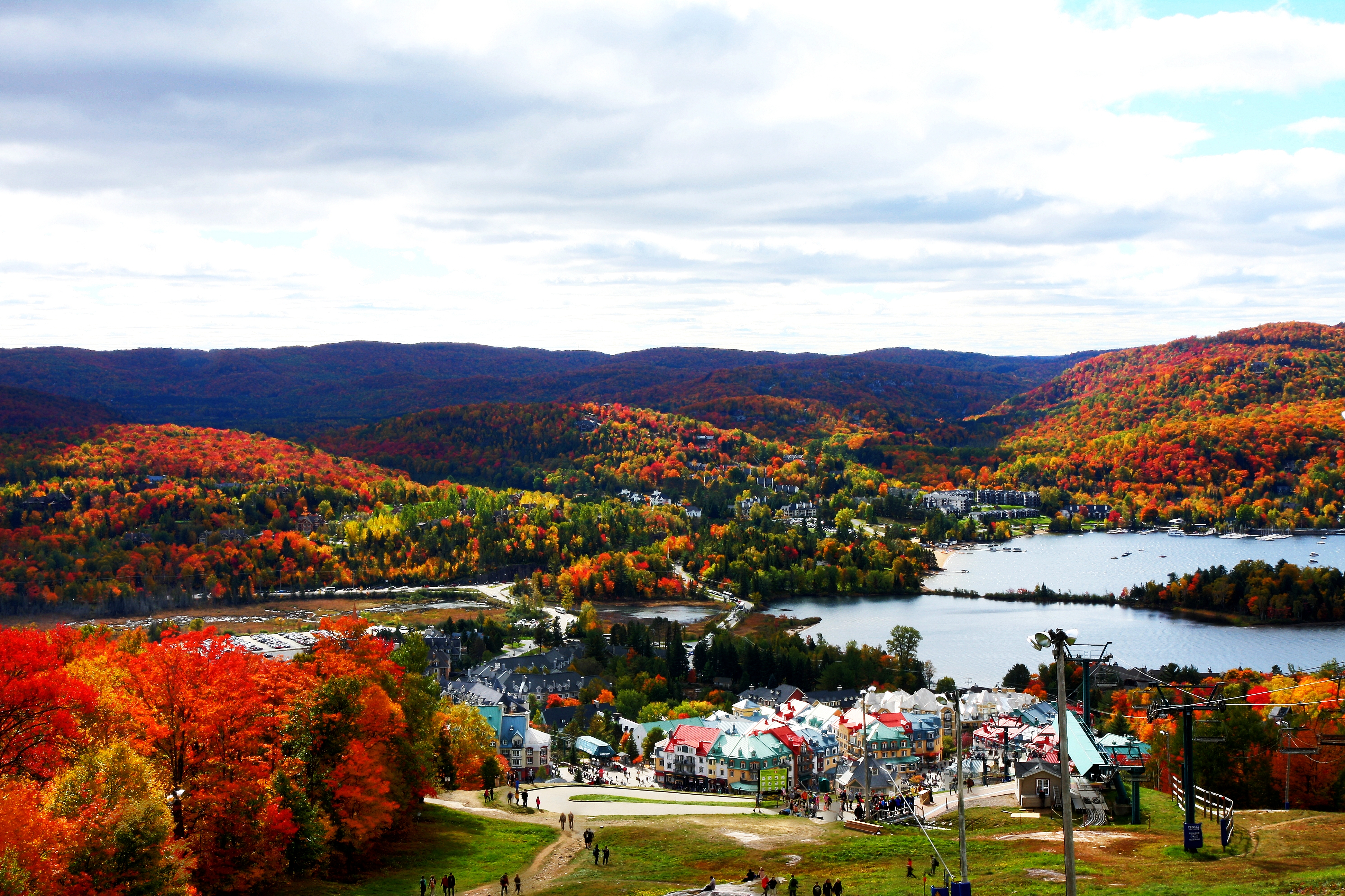
Couleurs du mont Tremblant.
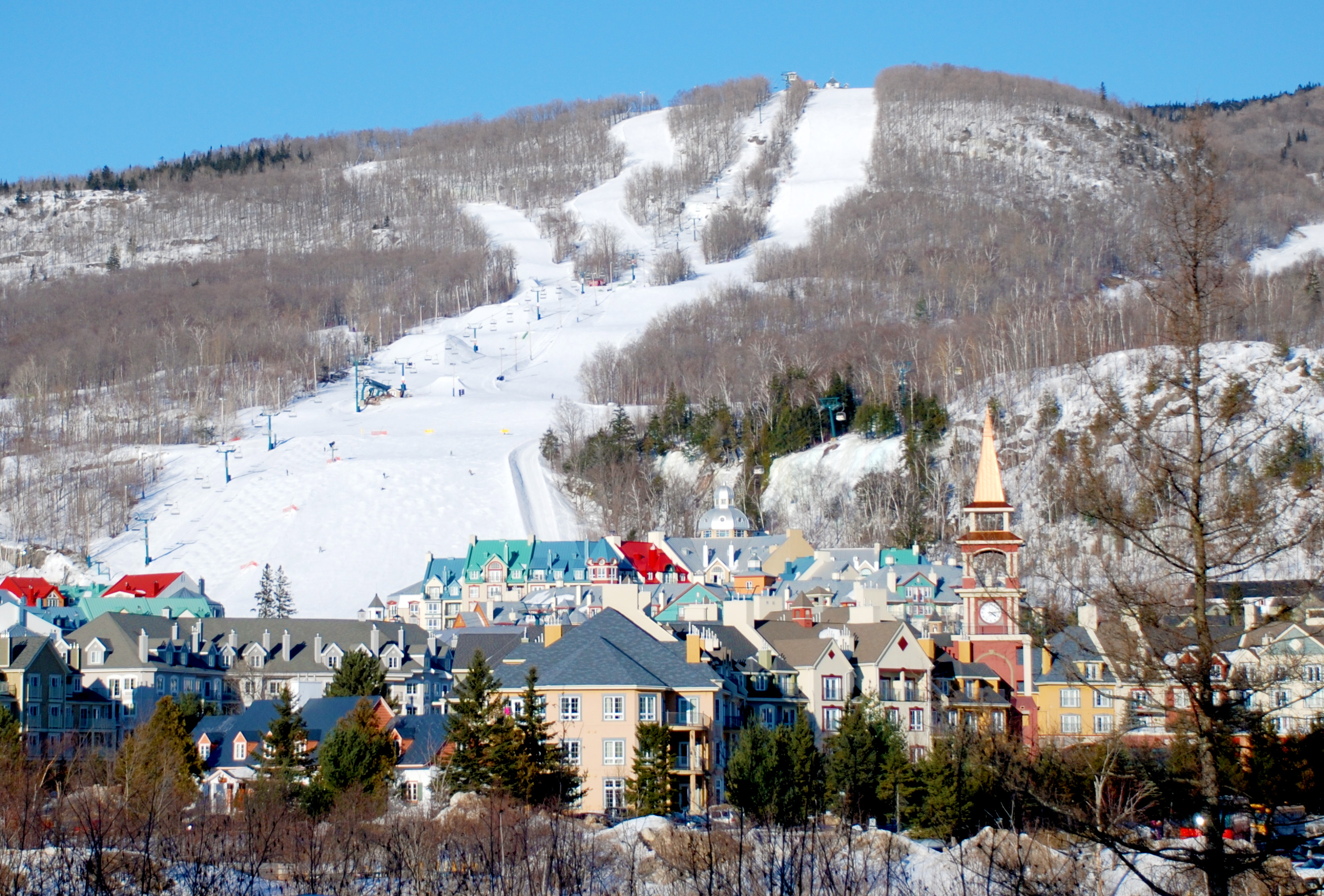
Tremblant.
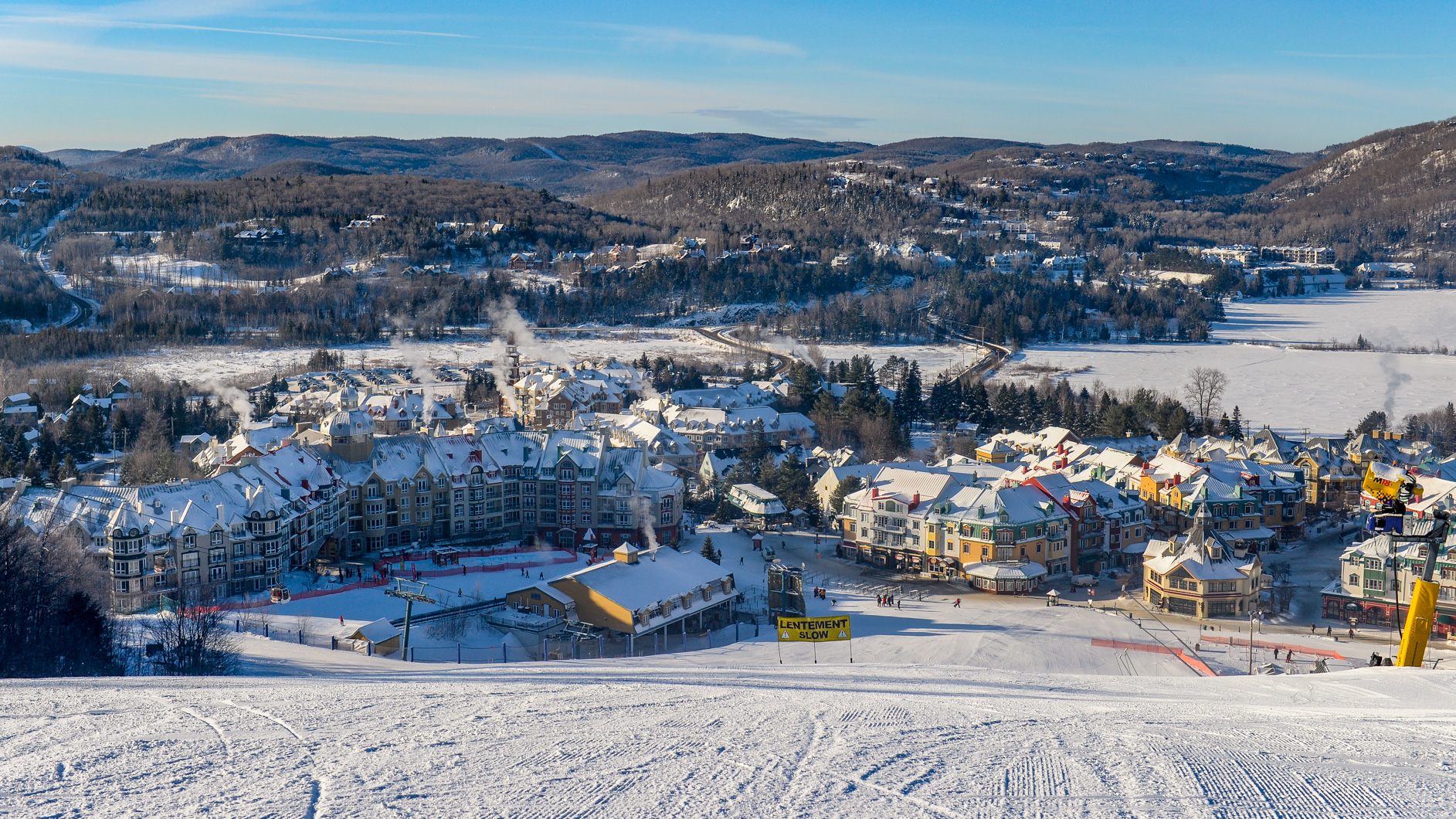
Centre de la station.
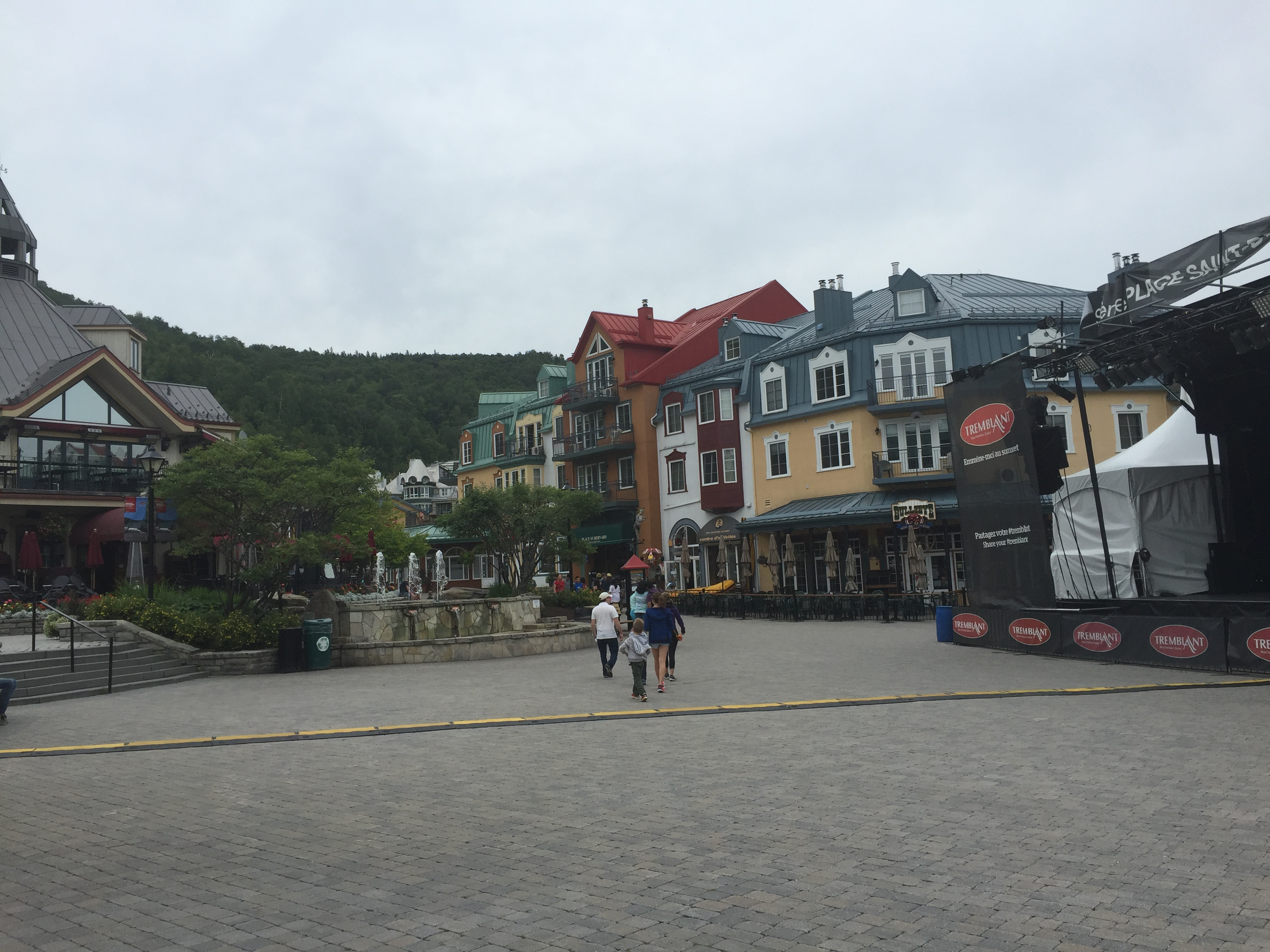
Place Saint-Bernard.

## Panorama

Vue panoramique de Mont-Tremblant.